# デイヴィッド・マッケンドリー・キー (外交官)
デイヴィッド・マッケンドリー・キー（David McKendree Key, 1900年2月4日 - 1988年7月15日）は、アメリカ合衆国の外交官。

## 生い立ちと家族
1900年2月4日に日本の東京市で誕生。父親はアルバート・レノア・キー (Albert Lenoir Key)、母親はグレイス・コンディット・スミス (Grace Condit Smith)。父親はアメリカ海軍士官であり、デイヴィッドの出生時は日本滞在中であった。マサチューセッツ州の私立学校グロトン・スクールで学び、1922年にハーバード大学を卒業。1922年から1923年までイングランドのケンブリッジ大学ゴンヴィル・アンド・キーズ・カレッジに在籍。1923年から1923年までジョージタウン大学外交学部に在籍。1918年にアメリカ海兵隊に所属し、第一次世界大戦に参加。
マージョリー・ライト (Marjorie Wright) と結婚し、以下の子供をもうけた。
1. デイヴィッド・マッケンドリー・キー (David McKendree Key)
2. ライト・キー (Wright Key)
3. アルバート・レノア・キー (Albert Lenoir Key)
4. マージョリー・キー (Marjorie Key)

## 外交官時代
1925年3月20日に国務省外交局に入省し、外交官として任命を受けた。1925年9月2日に副領事としての地位に任ぜられ、国務省本省での勤務を開始。1926年3月9日からベルギー王国のアントウェルペンで副領事。1927年7月18日から外交局で書記官の地位となり、ヴァイマル共和国のベルリンに三等書記官として駐在。1929年10月19日からイングランドのロンドンに駐在。1933年8月31日から国務省本省での勤務に復帰。1934年11月14日から国務省最新情報部にて副部長。
1936年6月11日から領事としての地位に任ぜられ、カナダのオタワで二等書記官として駐在。1940年4月18日からイタリア王国のローマで二等書記官、1941年12月9日から同一等書記官。1941年12月22日から国務省本省での勤務に復帰。1941年12月29日から連絡官補、1944年4月10日から連絡官代行。
1944年5月27日からスペインのバルセロナで領事、1944年6月24日から同総領事。1945年2月20日からイタリア王国のローマで参事官。1947年4月15日からブラジルのリオデジャネイロで参事官。1948年、万国農事協会常設委員会の最終会合にアメリカ代表として出席。1950年1月30日から国務省本省での勤務に復帰。
1950年2月16日からビルマ連邦のヤンゴンで公使参事官。1950年3月17日に駐ビルマ特命全権大使に指名され、1950年4月26日に信任状を奉呈。1951年10月28日まで在任。1952年に国務省外交局を退職。
1953年12月4日に国務次官補（国際連合担当）に任ぜられ、1953年12月18日に着任。休会任命のため1954年3月17日に再委任。1954年8月25日付で国務次官補（国際機関担当）に改称。1955年7月31日の退任後、国務省から2度目の引退。
1988年7月15日、フロリダ州レイクウェールズの自宅にて癌により死去。